# Good Morning Susie Soho
Good Morning Susie Soho ist das siebte Album und das fünfte Studioalbum des schwedischen Jazz-Trios Esbjörn Svensson Trio. Es erschien am 4. Juni 2000 bei ACT und 27. September 2000 bei Superstudio Gul.

## Titelliste
1. Somewhere Else Before – 5:35
2. Do the Jangle – 5:58
3. Serenity – 1:50
4. The Wraith – 9:20
5. Last Letter from Lithuania – 4:10
6. Good Morning Susie Soho – 5:51
7. Providence – 4:53
8. Pavane (Thoughts of a Septuagenarian) – 3:43
9. Spam-Boo-Limbo – 4:39
10. The Face of Love – 6:51
11. Reminiscence of a Soul – 11:59

## Inhalt
Alle Stücke bis auf The Face of Love (D. Robbins/T. Robbins/N. Khan) sind Eigenkompositionen. Wie schon beim Vorgänger-Album From Gagarin’s Point of View wechseln sich auch bei Good Morning Susie Soho lyrische, melodische Balladen mit rock- oder klassik-inspirierten Stücken mit „Rumgejazze“ ab.

## Rezeption
Gute Kritiken erhielt Good Morning Susie Soho unter anderem von Stuart Nicholson in JazzTimes. Das Album enthalte neben Stücken wie dem Titelstück, die nicht allen gut gefallen würden, einige echte Höhepunkte, hieß es bei laut.de. Im Titel „The Wraith“ etwa würden Sampler und andere elektronische Sounds mit handgemachten Musik verschmelzen; dabei „entwickelt sich lang- aber unaufhaltsam ein waschechter Trip Hop mit Clubcharakter.“
Das Fachmagazin Jazzwise wählte Good Morning Susie Soho zum Album of the Year.